# Соколов, Владимир Иванович (художник)
Владимир Иванович Соколов (1872—1946) — русский и советский художник, работал в области декоративно-прикладного искусства.
Брат — Василий Иванович — тоже художник, резчик по дереву.

## Биография
Родился в 1872 году в Рыбинском уезде Ярославской губернии в крестьянской семье.
Учился в Строгановском училище, затем окончил Московское училище живописи, ваяния и зодчества (МУЖВЗ), где его учителями были Исаак Левитан, Василий Поленов, Валентин Серов.
В первой выставке «Мира искусства» участвовал в 1899 году. К началу 1900-х годов Соколов был уже признанным художником, участник многих выставок, обладатель премий и призов.
По просьбе мецената С. Т. Морозова Соколов стал руководителем мастерскими народных ремесел в Сергиевском Посаде и остался здесь навсегда.
Заведовал учебной столярной художественной мастерской Московского губернского земства с 1903 по 1920 годы. С 1916 года пользуясь советами И. Н. Павлова самостоятельно освоил техники литографии и ксилографии.
В 1941 году Соколов тяжело заболел и был надолго прикован к постели.
Умер в 1946 году в Загорске.

## Творчество
Владимир Соколов создал эскизы для росписи произведений декоративно-прикладного искусства в так называемом «соколовском стиле», сочетающем на дереве выжигание контуров с раскраской акварелью.
Автор ряда произведений, связанных с Сергиевским Посадом: «Осень в Сергиевском Посаде. Первый снег» (1915), «Революционный парад в Сергиевом Посаде. Февраль. 1917», «Загорск в 1942» (1942), ксилографии: «Постройка памятника В. И. Ленину в Загорске в 1925 году», альбомы: «Сергиев Посад» (1917, цветная литография), «Сергиев» (1921, линогравюра) и другие.
В 1927 году Соколов создал иллюстрированный путеводитель по Сергиевскому историко-художественному музею. Автор около 50 экслибрисов в технике ксилографии.
Его произведения хранятся в ГТГ, Художественно-педагогическом музее игрушки РАО, СПГИХМЗ. Некоторые живописные работы имеются в музеях Иркутска («Покинутая усадьба», 1900), Нижнего Тагила («У ворот», 1904).